# Sembas
Sembas ist eine französische Gemeinde mit 142 Einwohnern (Stand: 1. Januar 2022) im Département Lot-et-Garonne in der Region Nouvelle-Aquitaine. Sie gehört zum Arrondissement Villeneuve-sur-Lot und zum Kanton Le Confluent.

## Geografie
Sembas liegt etwa zehn Kilometer südsüdwestlich von Villeneuve-sur-Lot. Hier entspringt der Fluss Masse de Prayssas, der in Oberlauf auch Ruisseau de Rozéri genannt wird. Umgeben wird Sembas von den Nachbargemeinden Sainte-Colombe-de-Villeneuve im Norden, Castella im Süden und Osten, Laugnac im Südwesten, Cours im Westen sowie Dolmayrac im Nordwesten.

## Bevölkerungsentwicklung
| Jahr                       | 1962 | 1968 | 1975 | 1982 | 1990 | 1999 | 2006 | 2018 |
| Einwohner                  | 162  | 155  | 137  | 139  | 154  | 149  | 144  | 142  |
| Quellen: Cassini und INSEE |      |      |      |      |      |      |      |      |